# Baldovino Dassu
Baldovino Dassu (Florence, 3 november 1952) is een Italiaanse golfprofessional. 
Dassu won in 1970 het Brits jeugdamateur en speelde namens zijn land dat jaar de Eisenhower Trophy.

## Professional
Dassu werd in 1971 professional. In 1971 maakte hij tijdens het Zwitsers Open in Crans een ronde van 60. Dit baanrecord bleef staan, totdat het in 2006 werd verbeterd door de Fransman Adrien Mörk met een score van 59.
Vanaf het eerste seizoen van de Europese PGA Tour in 1972 behield hij zijn spelerskaart tot 1987. Zijn top-seizoen was 1976. Hij won toen binnen twee weken de Dunlop Masters op St Pierre in Chepstow en het Italiaans Open op Is Molas en kwam op de 9de plaats van de Order of Merit aan het einde van dat seizoen. Daarna heeft hij op de Europese Tour niets meer gewonnen. Wel nationaal. Hij won de profkampioenschappen in 1974, 1976 en 1977.

### Gewonnen
Europese Tour
- 1976: Dunlop Masters, Italiaans Open

Nationaal
- 1974: PGA Kampioenschap
- 1983: Tessali Open

#### Teams
Hij vertegenwoordigde zijn land 2x bij de Alfred Dunhill Cup en 4x bij de World Cup. 
Dassu speelde in 2003 op de European Seniors Tour en eindigde op de 26ste plaats op de Order of Merit.